# Bikinskij rajon
Il Bikinskij rajon, in russo Бикинский район?, è un municipal'nyj rajon del Kraj di Chabarovsk, nell'Estremo oriente russo. Istituito nel 1932, occupa una superficie di circa 2.500 chilometri quadrati, ha come capoluogo Bikin e e nel 2010 ospitava una popolazione di 24.317 abitanti.